# Самбинья
Мамаду Самба Канде (порт. Mamadu Samba Candé; 23 сентября 1992, Кашкайш, Лиссабон, Португалия), более известный как Самбинья (порт. Sambinha), — бисау-гвинейский футболист, центральный защитник клуба «Маккаби Бней Рейне».

## Биография
Самбинья начал свою футбольную карьеру в 2011 году в клубе «1 декабря», выступавшем во Втором дивизионе. Провёл в клубе два сезона.
В 2013 году Самбинья перешёл в «Спортинг B», резервную команду лиссабонского «Спортинга», выступавшую в Сегунде. Был капитаном команды.
22 января 2016 года Самбинья был взят в аренду клубом MLS «Нью-Инглэнд Революшн» на сезон 2016 с опцией выкупа, став первым игроком, арендованным «Революшн» с момента заключения стратегического партнерства со «Спортингом» в октябре 2014 года. В высшей лиге США дебютировал 14 мая в матче против «Чикаго Файр», выйдя на замену вместо Хуана Агудело на 89-й минуте. 21 мая в матче против «Далласа» впервые вышел в стартовом составе «Революшн». Самбинья также сыграл в двух матчах Открытого кубка США 2016 — в ⅛ финала против «Нью-Йорк Космос» 29 июня и четвертьфинале против «Филадельфии Юнион» 20 июля, прежде чем 29 августа «Нью-Инглэнд Революшн» отчислил его.
25 января 2017 года Самбинья отправился в аренду в клуб Сегунды «Спортинг Ковильян» до конца сезона 2016/17. За «Спортинг Ковильян» дебютировал 4 февраля в матче против «Браги B», выйдя на замену перед финальным свистком вместо Бубакари Диарра. 26 февраля в матче против «Порту B» забил свой первый гол за «Спортинг Ковильян».
31 августа 2017 года Самбинья перешёл в клуб Индийской суперлиги «Норт-Ист Юнайтед», подписав контракт на сезон 2017/18. «Спортинг» сохранил за собой 50 % прав на игрока. За «Норт-Ист Юнайтед» он дебютировал 2 декабря в матче против «Дели Дайнамос». 22 февраля 2018 года в матче против «Мумбаи Сити» забил свой первый гол за «Норт-Ист Юнайтед».
В 2018 году Самбинья вернулся в клуб «1 декабря».
14 декабря 2018 года Самбинья присоединился к итальянскому клубу «Мессина» из Серии D. Дебютировал за «Мессину» 19 декабря в матче против «Кастровиллари».
Летом 2019 года Самбинья подписал контракт с клубом чемпионата Кипра «Олимпиакос Никосия». Дебютировал за «Олимпиакос Никосия» 1 сентября в матче против «Докса Катокопиас». 20 ноября 2021 года в матче против «Анортосис Фамагуста» забил свой первый гол за «Олимпиакос Никосия».
20 июня 2022 года Самбинья подписал однолетний контракт с клубом чемпионата Израиля «Маккаби Бней Рейне». Дебютировал за «Маккаби Бней Рейне» 21 августа в матче стартового тура сезона 2022/23 против «Маккаби Тель-Авив».